# Кольонія-Нешава
Кольонія-Нешава (пол. Kolonia Nieszawa) — село в Польщі, у гміні Юзефув-над-Віслою Опольського повіту Люблінського воєводства.